# Ožďany

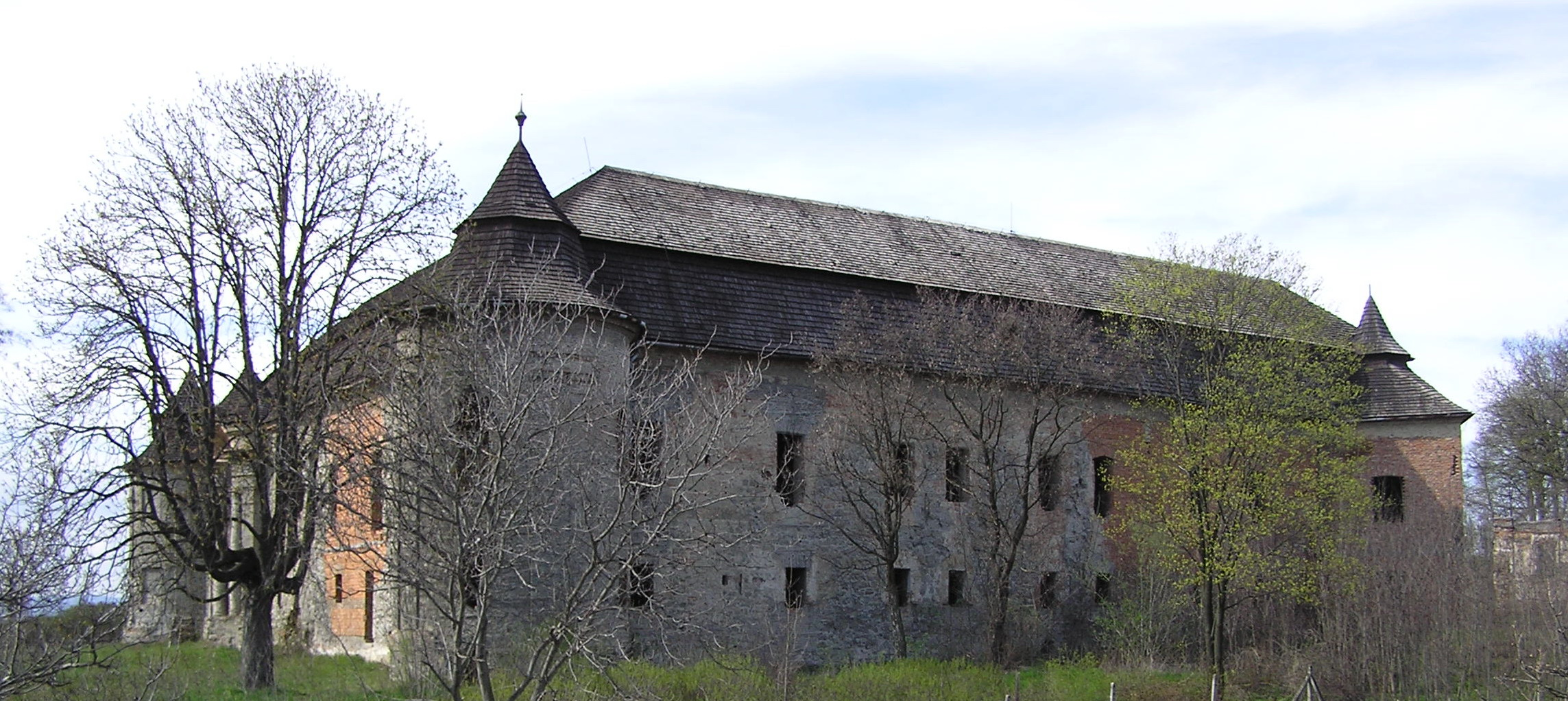
Kasztel

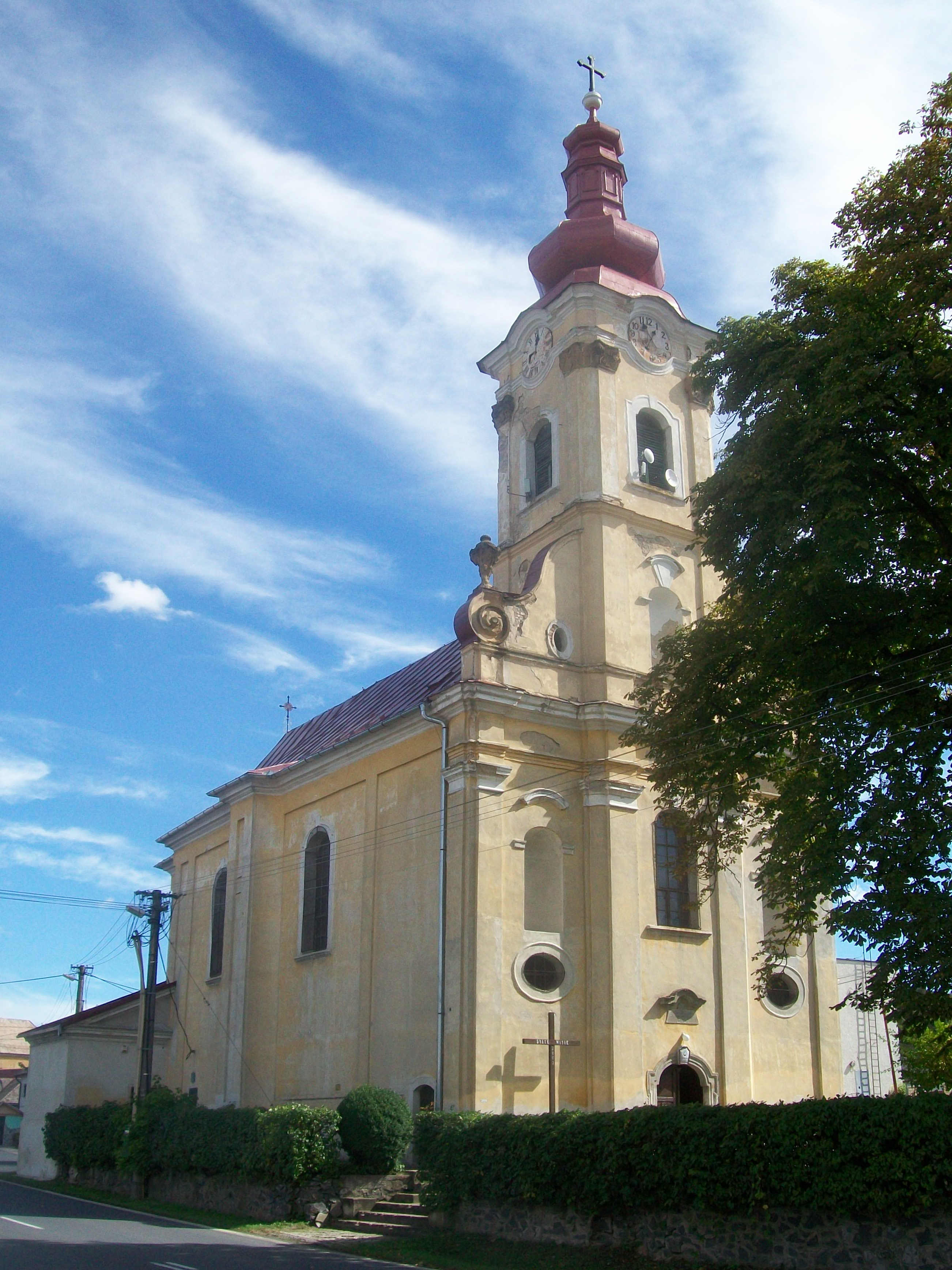
Kościół katolicki

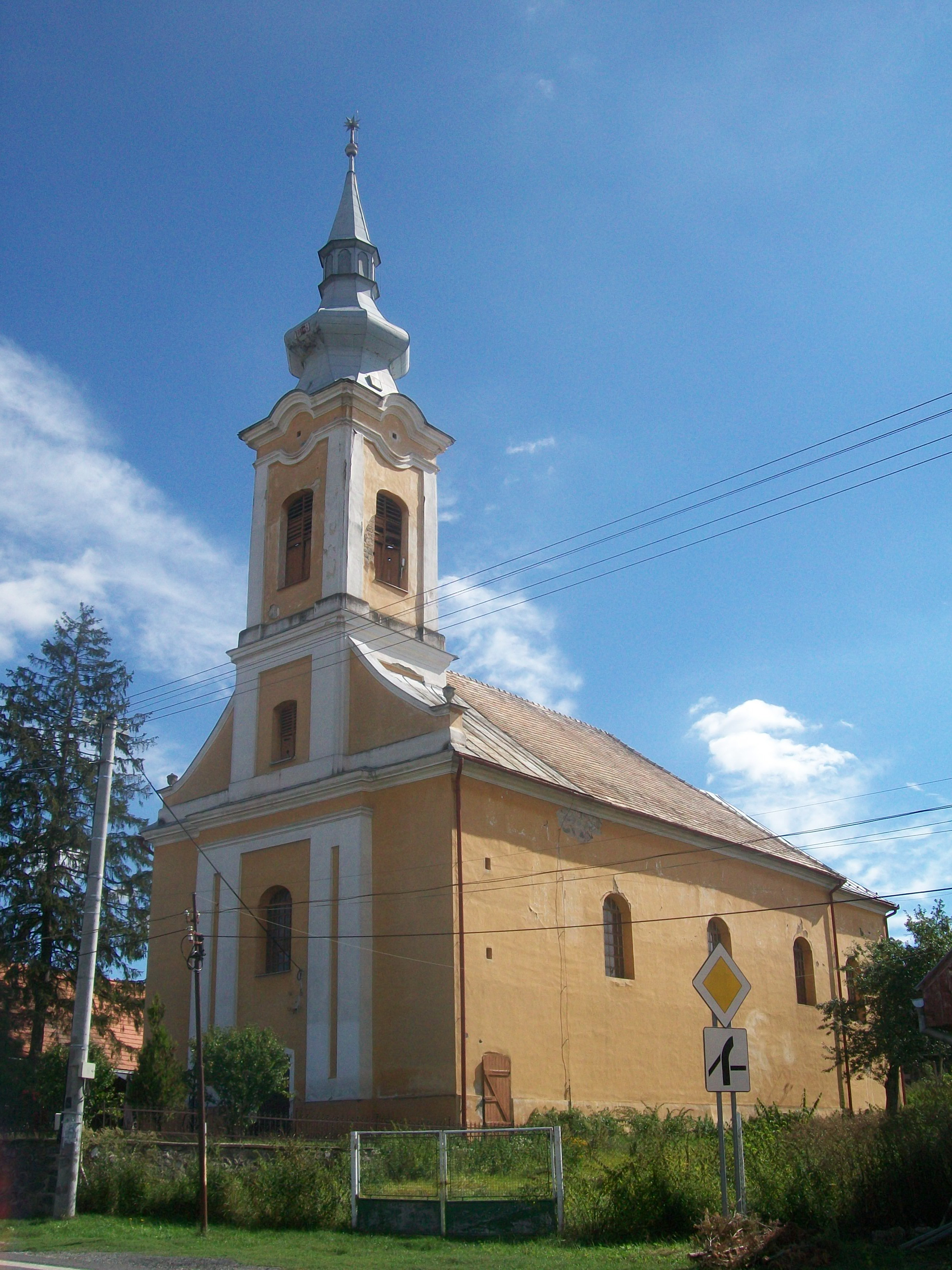
Kościół ewangelicki

Ožďany (węg. Osgyán) – wieś (obec) na Słowacji położona w kraju bańskobystrzyckim, w powiecie Rymawska Sobota. Pierwsze wzmianki o miejscowości pochodzą z roku 1332.

## Ludność
Według danych z dnia 31 grudnia 2012, wieś zamieszkiwało 1640 osób, w tym 871 kobiet i 769 mężczyzn.
W 2001 roku rozkład populacji względem narodowości i przynależności etnicznej wyglądał następująco:
- Słowacy – 66,52%,
- Czesi – 0,44%,
- Romowie – 3,04%,
- Węgrzy – 26,06%.

Ze względu na wyznawaną religię struktura mieszkańców kształtowała się w 2001 roku następująco:
- katolicy rzymscy – 66,01%,
- grekokatolicy – 0,63%,
- ewangelicy – 15,41%,
- husyci – 0,06%,
- ateiści – 10,4%,
- nie podano – 5,58%.

## Zabytki
Na wzgórzu znajduje się piętrowy kasztel z 1. połowy XVII w., postawiony w miejscu starszego, prawdopodobnie z początku XIV w., spalonego przez wojska cesarskie w 1604. Pozostałości gotyckiego zamku zostały włączone do nowej budowli o kształcie nieregularnego czworokąta. Pierwotnie był to budynek renesansowy. W XVIII w. zamek przebudowano w stylu barokowo-klasycystycznym. Został poważnie zniszczony w czasie II wojny światowej. W latach 1951–1953 poddano go konserwacji zabezpieczającej przed dalszym rozpadem.
We wsi znajdują się:
- kościół katolicki pw. św. Michała z 1774,
- klasycystyczny dwór z ok. 1800 r.,
- klasycystyczny kościół ewangelicki z 1825,
- neogotycki dwór z końca XIX w.[10]